# 홀메츠 국경초소

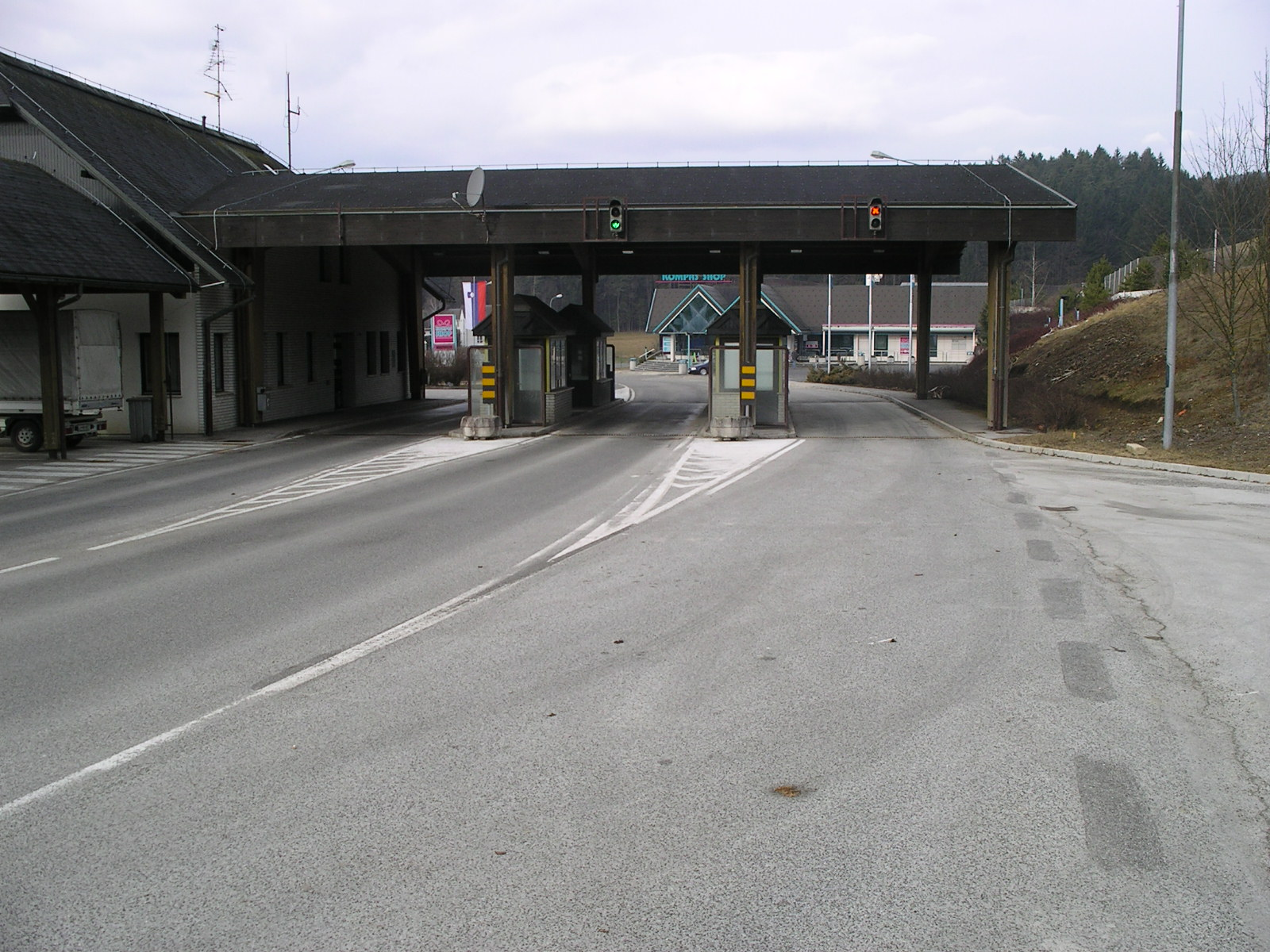
2007년의 홀메츠 국경초소 모습.

홀메츠 국경초소(슬로베니아어: Granični prijelaz Holmec)는 슬로베니아와 오스트리아 사이에 설치된 국경초소이다. 슬로베니아 마리보르-드라보그라드-프레발레에서 홀메츠 국경초소로 이어지며 이를 넘으면 오스트리아 블라이부르크-클라겐푸르트로 이어진다. 슬로베니아에서 제일 가까운 도시는 12 km 떨어진 라우네나코로슈켐 지방 자치체이며, 오스트리아에서는 5 km 떨어진 블라이부르크이다. 1991년에 일어난 10일 전쟁 기간 홀메츠 국경초소에서는 슬로베니아 영토방위군과 유고슬라비아 인민군 사이의 대규모 전투가 일어났다.

## 같이 보기
- 홀메츠 사건